# Черьомушкін Анатолій Матвійович
Анатолій Матвійович Черьомушкін (рос. Анатолий Матвеевич Черёмушкин; нар. 4 червня 1936) — радянський російський футболіст, нападник. Майстер спорту СРСР (1958).

## Життєпис
Розпочинав грати на дорослому рівні в резервних складах московських «Локомотива» і ЦБЧА. У 1955 році дебютував у змаганнях майстрів класу «Б» в складі команди міста Калінінграда. У 1957-1959 роках виступав за СКВО (Свердловськ), в його складі в 1958 році став переможцем зонального турніру класу «Б».
У 1960 році перейшов у «Кайрат» разом з групою гравців зі Свердловська — Гелієм Шершевским, Германом Неверовим і Володимиром Скулкіним. Дебютував в основному складі в першому матчі «Кайрата» в класі «А» — 10 квіттня 1960 року проти ленінградського «Адміралтійця». Провів у команді два з половиною сезони, зігравши за цей час 57 матчів у вищій лізі.
Наприкінці кар'єри виступав за «Волгу» (Калінін), «Дніпро» (Дніпропетровськ) і СіМ (Москва).
Працював у НВО ім. Хрунічева. Помер 7 грудня 2016 року.